# 1580 v. Chr.
Portal Geschichte | Portal Biografien | Aktuelle Ereignisse | Jahreskalender | Tagesartikel

◄ |
17. Jahrhundert v. Chr. |
16. Jahrhundert v. Chr. |
15. Jahrhundert v. Chr. |
►

1570er v. Chr. |
1560er v. Chr. |
►

1580 v. Chr. |
1579 v. Chr. |
1578 v. Chr. |
1577 v. Chr. |
► |
►►

## Ereignisse

### Babylonien
- Im babylonischen Kalender fiel das babylonische Neujahr des 1. Nisannu auf den 8.–9. März[1], der Vollmond im Nisannu auf den 22.–23. März[1], der 1. Ululu auf den 2.–3. August,[1] der 1. Ululu II auf den 1.–2. September[1] und der 1. Tašritu auf den 1.–2. Oktober[1].